# El cartel: los intocables
El Cartel: Los Intocables —también conocido como El Cartel de Yankee— es un álbum recopilatorio presentado y producido por el cantante puertorriqueño Daddy Yankee y la naciente compañía Guatauba Productions. El álbum presenta a varios artistas del género de reguetón como invitados, ya que para los años 90 este estilo de producciones predominaban en el género urbano, la producción musical estuvo a cargo de los mejores Dj's y productores de la época. Salió a la venta el 26 de agosto de 1997, dando indicios del estilo underground predominante. Este disco obtuvo el Disco de Oro en Puerto Rico, y consolidó aún más la carrera de Daddy Yankee. Gracias a este álbum Eddie Dee, Héctor el Father & Tito El Bambino se lanzaron a la fama, también presentó a jóvenes artistas que hoy en día son recordados como a Glory, Baby Ranks, Miguel Play & Notty, que más adelante conformarían el dúo Notty Play. El álbum unía a los artistas de El Escuadrón del Pánico de DJ Joe, The Flow Music de DJ Nelson y Lester Productions.

## Antecedentes
El álbum originalmente iba a ser llamado Down of the Getto e iban a estar artistas como Mexicano 777,Baby Rasta & Gringo, todo bajo la producción de Playground Productions y DJ Playero, pero por problemas personales con Playground y tras el éxito junto a Manuel Calderón aka Manolo Guatauba en el álbum Tony Touch & Nico Canada Presentan Guatauba del año 1996. Daddy Yankee decidió atrasar el álbum y sacarlo junto a la compañía Jr. Music. 
- El sencillo principal del álbum fue Posición junto a Alberto Stylee bajo la producción de DJ Goldy. La canción cuenta con un vídeo grabado por Hector Figueroa en la ciudad de Nueva York durante la parada puertorriqueña. La temática de este es de manera cómica, ya que se ve a los intérpretes boxear.
- Los próximo sencillos fueron Mataron un Inocente el cual fue lanzado unos meses después del primer sencillo, el vídeo trae un concepto del antiguo y lejano oeste, con una producción junto a Cavalucci y Eddie Dee, este tema es considerado uno de los más importantes en la carrera de Hector El Father y Tito El Bambino, además de, lanzarlos al estrellato como dúo. Porque? de Eddie Dee el cual es producido por Coo-Kee. Que Sera Nuestro Destino de Cavalucci bajo la producción de DJ Nelson.
- El último sencillo fue Abran Paso del dúo Omar Garcia & Oakley, el cual, igual que Posición contó con vídeo propio.

Gracias a este álbum Manuel Calderón cierra un trato con Daddy Yankee y juntos producen varios álbumes y firman artistas tales como Cuba El Carnicero, Sanguinario, Nicky Jam, Rubio & Joel, etc. El sencillo Posición fue escogido por el encargado del banda sonora One Tough Cop, esta fue la primera vez que un artista de la música urbana boricua esta en una banda sonora de una película norteamericana. Finalmente el álbum fue producido por Jr. Music y distribuido por Combo Records.

## Lista de canciones
| CD  |                                               |                     |                            |          |  |
| N.º | Título                                        | Letras              | Música                     | Duración |  |
| 1.  | «Intro Cartel»                                | Gallego             | Tony Touch                 | 1:25     |  |
| 2.  | «Posición» (ft. Alberto Stylee)               | Daddy Yankee        | DJ Goldy                   | 3:08     |  |
| 3.  | «Estamos Armados» (ft. Nene Ganya)            | Panty Man           | Benny Blanco               | 2:37     |  |
| 4.  | «Cartel (Mix)» (ft. Bujuman, Charlie & Laker) | David D'Ambulante   | Benny Blanco               | 1:27     |  |
| 5.  | «Porque?»                                     | Eddie Dee           | Coo-Kee & Benny Blanco     | 3:08     |  |
| 6.  | «Para Las Yales»                              | Bernie Man          | DJ Joe                     | 2:47     |  |
| 7.  | «Qué será Nuestro Destino»                    | Cavalucci           | DJ Nelson                  | 1:46     |  |
| 8.  | «Mataron Un Inocente» (ft. Tito El Bambino)   | Hector El Father    | DJ Goldy                   | 2:07     |  |
| 9.  | «Lirica Real» (ft. Notty & Manolo Guatauba)   | Daddy Yankee        | Tony Touch & Benny Blanco  | 3:19     |  |
| 10. | «Intro Intocables»                            | Felito El Caballote | DJ Joe                     | 1:45     |  |
| 11. | «No Me Corre Police» (ft. Rey Pirin)          | Daddy Yankee        | Benny Blanco               | 3:06     |  |
| 12. | «Tu Desnudar»                                 | Nico Canada         | Nico Canada                | 1:44     |  |
| 13. | «Oye Mi Voz» (ft. Baby Ranks)                 | Miguel Play         | Benny Blanco               | 2:18     |  |
| 14. | «Intocables Atacan»                           | Ranking Stone       | DJ Joe                     | 2:12     |  |
| 15. | «Esto Es Cosa Nuestra»                        | Sanguinario         | Benny Blanco               | 2:20     |  |
| 16. | «Abran Paso» (ft. Oakley)                     | Omar Garcia         | Tony Touch & Benny Blanco  | 3:23     |  |
| 17. | «Trampa»                                      | Piedras Clan        | Nico Canada & Benny Blanco | 1:36     |  |
| 18. | «Manos arriba» (ft. Bernie Man)               | Original Q          | DJ Goldy                   | 3:47     |  |
| 19. | «No tienes salvación»                         | Baby J              | DJ Joe                     | 2:08     |  |
| 20. | «Te provoco»                                  | Glory               | Benny Blanco               | 2:06     |  |
| 21. | «Puerto Rican Mafia» (ft. Mic45 & Lord Khelo) | Cuba El Carnicero   | Benny Blanco               | 2:06     |  |

| CD Bonus Track |                                                 |              |          |          |  |
| N.º            | Título                                          | Letras       | Música   | Duración |  |
| 22.            | «Posición (Radio Versión)» (ft. Alberto Stylee) | Daddy Yankee | DJ Goldy | 3:00     |  |

### Otras Versiones
Jr. Music & Combo Records lanzaron, además del CD, versiones en Casete y Vinilo del álbum. Las principales diferencias entre las versiones son que el CD trae una versión levemente más corta del sencillo principal Posición como bonus track, mientras que el casete solo vienen los 21 temas originales sin pausas. El vinilo mientras tanto trae grandes diferencias, partiendo porque trae 2 canciones mezcladas las que son el track 3 y 4, además de que la intro del lado b la trae en el lado a. Por último la canción de Daddy Yankee & Rey Pirin No Me Corre Police no es incluida e el vinilo.

| Casete Lado A |                                               |                   |                           |          |  |
| N.º           | Título                                        | Letras            | Música                    | Duración |  |
| 1.            | «Intro Cartel»                                | Gallego           | Tony Touch                | 1:25     |  |
| 2.            | «Posición» (ft. Alberto Stylee)               | Daddy Yankee      | DJ Goldy                  | 3:08     |  |
| 3.            | «Estamos Armados» (ft. Nene Ganya)            | Panty Man         | Benny Blanco              | 2:37     |  |
| 4.            | «Cartel (Mix)» (ft. Bujuman, Charlie & Laker) | David D'Ambulante | Benny Blanco              | 1:27     |  |
| 5.            | «Porque?»                                     | Eddie Dee         | Coo-Kee & Benny Blanco    | 3:08     |  |
| 6.            | «Para Las Yales»                              | Bernie Man        | DJ Joe                    | 2:47     |  |
| 7.            | «Qué será Nuestro Destino»                    | Cavalucci         | DJ Nelson                 | 1:46     |  |
| 8.            | «Mataron Un Inocente» (ft. Tito El Bambino)   | Héctor El Father  | DJ Goldy                  | 2:07     |  |
| 9.            | «Lírica Real» (ft. Notty & Manolo Guatauba)   | Daddy Yankee      | Tony Touch & Benny Blanco | 3:19     |  |

| Casete Lado B |                                               |                     |                            |          |  |
| N.º           | Título                                        | Letras              | Música                     | Duración |  |
| 1.            | «Intro Intocables»                            | Felito El Caballote | DJ Joe                     | 1:45     |  |
| 2.            | «No Me Corre Police» (ft. Rey Pirin)          | Daddy Yankee        | Benny Blanco               | 3:06     |  |
| 3.            | «Tu Desnudar»                                 | Nico Canada         | Nico Canada                | 1:44     |  |
| 4.            | «Oye Mi Voz» (ft. Baby Ranks)                 | Miguel Play         | Benny Blanco               | 2:18     |  |
| 5.            | «Intocables Atacan»                           | Ranking Stone       | DJ Joe                     | 2:12     |  |
| 6.            | «Esto Es Cosa Nuestra»                        | Sanguinario         | Benny Blanco               | 2:20     |  |
| 7.            | «Abran Paso» (ft. Oakley)                     | Omar Garcia         | Tony Touch & Benny Blanco  | 3:23     |  |
| 8.            | «Trampa»                                      | Piedras Clan        | Nico Canada & Benny Blanco | 1:36     |  |
| 9.            | «Manos arriba» (ft. Bernie Man)               | Original Q          | DJ Goldy                   | 3:47     |  |
| 10.           | «No tienes salvación»                         | Baby J              | DJ Joe                     | 2:08     |  |
| 11.           | «Te provoco»                                  | Glory               | Benny Blanco               | 2:06     |  |
| 12.           | «Puerto Rican Mafia» (ft. Mic45 & Lord Khelo) | Cuba El Carnicero   | Benny Blanco               | 2:06     |  |

| Vinilo Lado A |                                                                                              |                     |                           |          |  |
| N.º           | Título                                                                                       | Letras              | Música                    | Duración |  |
| 1.            | «Intro Cartel»                                                                               | Gallego             | Tony Touch                | 1:25     |  |
| 2.            | «Posición» (ft. Alberto Stylee)                                                              | Daddy Yankee        | DJ Goldy                  | 3:08     |  |
| 3.            | «Estamos Armados / Cartel Mix» (ft. Nene Ganya, David D'Ambulante, Bujuman, Charlie & Laker) | Panty Man           | Benny Blanco              | 4:08     |  |
| 4.            | «Porque?»                                                                                    | Eddie Dee           | Coo-Kee & Benny Blanco    | 3:08     |  |
| 5.            | «Para Las Yales»                                                                             | Bernie Man          | DJ Joe                    | 2:47     |  |
| 6.            | «Qué será Nuestro Destino»                                                                   | Cavalucci           | DJ Nelson                 | 1:46     |  |
| 7.            | «Mataron Un Inocente» (ft. Tito El Bambino)                                                  | Hector El Father    | DJ Goldy                  | 2:07     |  |
| 8.            | «Lirica Real» (ft. Notty & Manolo Guatauba)                                                  | Daddy Yankee        | Tony Touch & Benny Blanco | 3:19     |  |
| 9.            | «Intro Intocables»                                                                           | Felito El Caballote | DJ Joe                    | 1:45     |  |

| Vinilo Lado B |                                               |                   |                            |          |  |
| N.º           | Título                                        | Letras            | Música                     | Duración |  |
| 1.            | «Tu Desnudar»                                 | Nico Canada       | Nico Canada                | 1:44     |  |
| 2.            | «Oye Mi Voz» (ft. Baby Ranks)                 | Miguel Play       | Benny Blanco               | 2:18     |  |
| 3.            | «Intocables Atacan»                           | Ranking Stone     | DJ Joe                     | 2:12     |  |
| 4.            | «Esto Es Cosa Nuestra»                        | Sanguinario       | Benny Blanco               | 2:20     |  |
| 5.            | «Abran Paso» (ft. Oakley)                     | Omar Garcia       | Tony Touch & Benny Blanco  | 3:23     |  |
| 6.            | «Trampa»                                      | Piedras Clan      | Nico Canada & Benny Blanco | 1:36     |  |
| 7.            | «Manos arriba» (ft. Bernie Man)               | Original Q        | DJ Goldy                   | 3:47     |  |
| 8.            | «No tienes salvación»                         | Baby J            | DJ Joe                     | 2:08     |  |
| 9.            | «Te provoco»                                  | Glory             | Benny Blanco               | 2:06     |  |
| 10.           | «Puerto Rican Mafia» (ft. Mic45 & Lord Khelo) | Cuba El Carnicero | Benny Blanco               | 2:06     |  |

## Créditos
- Ramón Ayala - productor musical (tracks 1-2-3-4-5-6-7-8-9-10-11-12-13-14-15-16-17-18-19-20-21), compositor (tracks 1-2-5-7-8-9-11-18), productor ejecutivo
- Manuel Calderón - Compositor (track 9) y productor ejecutivo para Jr. Music.
- Carlos Fernandez - Ingeniero de mezcla y editor version radio  y Cd
- German Davila - Ingeniero en masterización
- Combo Records - Distribución